# Pelle Kanin (film)
Pelle Kanin (engelska: Peter Rabbit) är en amerikansk komedi- och familjefilm (i huvudsak datoranimerad) från 2018.